# Hibo Nuura
Hibo Nuura (Noura), de son nom de naissance Hiba Maxamed Hodoon est une chanteuse somalienne ayant à son actif plus de cinquante titres.
Elle commence à chanter en 1977 à l'âge de 14 ans, et fait partie dans les années 1980 du groupe Waaberi, aux côtés de Saado Ali Warsame, devenue entretemps députée et assassinée en 2014 par des islamistes. Après un séjour de 22 années à l'étranger, elle revient en Somalie en 2014, et annonce sa décision de renoncer à chanter accompagnée de musiciens, pour des motifs religieux, dans un contexte de fortes pressions intégristes.